# 丘應和
丘应和（？—？），字中甫，號致斋，福建晉江縣人，明朝政治人物，同進士出身。

## 生平
萬曆十六年戊子科順天鄉試第六十九名舉人，萬曆二十六年（1598年）戊戌科進士，户部觀政，授全椒縣知縣，二十九年調任宁国县，三十二年升戶部浙江司主事，三十四年管下粮所，三十五年升郎中，密云管粮。四十年升浙江按察司副使，四十四年考察去職。

## 家族
曾祖丘璽。祖丘寿民，贈光禄少卿。父丘有嵓，癸丑进士、應天府丞。